# Joel Marston
Joel Marston (* 30. März 1922 in Washington, D.C., District of Columbia; † 18. Oktober 2012 in Jacksonville, Florida) war ein US-amerikanischer Schauspieler.

## Leben
Marston wuchs als Sohn eines Vaudeville-Musikers auf, der ihn häufig zu Auftritten mit Red Skelton und Jack Benny mitnahm. Nach seinem High-School-Abschluss 1941 nahm er Schauspielunterricht an der Theaterschule des Pasadena Playhouse und war Mitte der 1940er Jahre in einigen Broadwayproduktionen zu sehen. Er erhielt Ende der 1940er Jahre einen Filmvertrag bei Monogram Pictures und hatte sein Spielfilmdebüt im Charlie Chan-Kriminalfilm The Sky Dragon. In der Folge hatte er eine Reihe kleiner Rollen in verschiedenen Spielfilmen, teilweise ohne Namensnennung im Abspann. So war er unter anderem neben Audie Murphy in John Hustons Literaturverfilmung Die rote Tapferkeitsmedaille, in der H.-G.-Wells-Verfilmung Kampf der Welten sowie im Thriller Mord in den Wolken neben Doris Day zu sehen. Seine prominenteste Filmrolle spielte er 1961 in Andrew L. Stones Kriminalfilm Feuersturm an der Seite von David Janssen.
Ab Mitte der 1950er Jahre war Marston auch in Fernsehproduktionen zu sehen, wie in der Fernsehserie Dragnet und den Fernsehshows The George Burns and Gracie Allen Show und Hoppla, Lucy. Er arbeitete zwischen Ende der 1970er und Anfang der 1980er Jahre als Dialog-Coach unter anderem für William Shatner und wirkte in dieser Funktion an Star Trek: Der Film und Star Trek II: Der Zorn des Khan mit. 1986 zog er sich aus dem Schauspielgeschäft zurück und arbeitete bis ins hohe Alter in Jacksonville als Aquafitnesstrainer.

## Filmografie (Auswahl)

### Film
- 1949: Mississippi Rhythm
- 1951: Die rote Tapferkeitsmedaille (The Red Badge of Courage)
- 1951: Mädchen im Geheimdienst (FBI Girl)
- 1952: Schlachtzone Pazifik (Battle Zone)
- 1952: Nur für Dich (Just for You)
- 1952: Sturmgeschwader Komet (Flat Top)
- 1952: Die Stahlfalle (The Steel Trap)
- 1953: Crazylegs
- 1953: Kampf der Welten (The War of the Worlds)
- 1953: Der Tolpatsch (The Caddy)
- 1956: Mord in den Wolken (Julie)
- 1958: Bevor die Nacht anbricht (Home Before Dark)
- 1958: Die Angstmacher (The Fearmakers)
- 1958: Mörder an Bord (The Decks Ran Red)
- 1960: Höllenfahrt (The Last Voyage)
- 1961: Feuersturm (Ring of Fire)
- 1978: Der Himmel soll warten (Heaven Can Wait)

### Fernsehen
- 1953: Polizeibericht (Dragnet)
- 1974: General Hospital
- 1982: Flamingo Road
- 1983: T. J. Hooker